# سبزک تاج‌گندمی
سبزک تاج‌گندمی (نام علمی: Hylophilus ochraceiceps) نام یک گونه از سرده جنگل‌دوست‌ها است.